# Терликов, Юрий Николаевич
Юрий Николаевич Терликов (13 [25] сентября 1864, Москва — 16 [29] апреля 1914) — российский архитектор, один из ведущих архитекторов Саратова рубежа XIX—XX веков.

## Биография
По одним данным родился в Москве, по другим — в Саратове. При этом источники, в которых местом рождения указана Москва, отмечают, что в 1869 году семья переехала в Саратов из-за назначения отца по работе. В качестве года рождения источники указывают 1864 год, один — 1862.
Окончил Саратовское первое Александро-Мариинское реальное училище.
Окончил Институт гражданских инженеров в Санкт-Петербурге.
В 1888 году назначен младшим инженером строительного отделения Саратовского губернского правления, с 1900 года — младший архитектор, с 1912 года — губернский архитектор. С 1893 года преподавал рисование и черчение в Александровском ремесленном училище города Саратова.
В 1900 году выступил одним из основателей Саратовского отделения русского технического общества.
Имел награды: орден Святого Станислава 3-й степени (1891), орден Святой Анны 3-й степени (1901).
Скончался в Саратове 16 апреля 1914 года.

## Творчество
Юрий Николаевич Терликов в профессиональном отношении воспитан на отечественных образцах архитектуры и продолжительное время воплощал в своих произведениях «кирпичный стиль», которому свойственны традиционно русские мотивы,
влияние отечественной архитектурной школы: затейливые орнаменты из кирпича, декоративные карнизы, веселые кокошники, башенки с мотивами старинных боярских палат, кремлёвской зубчатки.
А. Б. Корчагина выделяет следующие характерные черты творчества Терликова: в композиции фасада преобладание оси, смещенной на угол; тектоника ордерной системы, преимущественно ионический ордер в различных переработанных вариациях, часто пилоны различной высоты; рустованный нижний этаж; башенки-анты, обрамляющие аттики криволинейной формы; сандрики лучковой ступенчатой формы в сочетании прямоугольными проемами; декоративный мотив «слезки», растительный декор; кованые ограждения балконов, парапетов, створки ворот и калиток. При этом архитектор работал в разных стилевых жанрах и мог умело их совмещать в одном законченном произведении.
По проектам Терликова построены:
- Каменная церковь во имя Святителя Николая на углу улицы Гимназической (современная ул. Некрасова) и Большой Горной (не сохранилась)[8],
- Никольский собор в Крестовоздвиженском женском монастыре (сохранились только ворота, ул. Лермонтова)[9],
- Кинотеатр «Художественный» (не сохранился) на углу улицы Вольская и проспект Кирова,[10]
- Крестовоздвиженская церковь в Хвалынске,[11]
- Здание хлебной биржи в Покровске,[12]
- Ансамбль зданий Бельгийского общества трамваев — угол улиц Астраханской и Большой Казачьей (ныне Саратовгорэлектротранс),[13]
- Здание городской электростанции[14],
- Здание губернского казначейства (ул. Сакко и Ванцетти 55)[15][14],
- Здание Крестьянского поземельного банка (ул. Советская 44)[16][14],
- Здание аптеки и магазина А. Г. Фридолина (ул. Сакко и Ванцетти 64)[3][14],
- Здание типографии товарищества «Шельгорн и Ко» (ул. Университетская 55),[17]
- Торговый дом Р. К. Эрта (ул. Советская 10)[18][14],
- Собственный жилой дом (особняк) Ю. Н. Терликова (ул. Провиантская 14),[19]
- Усадьба К. А. Штаф (ул. Провиантская 22-24)[14],
- Жилой дом А. А. Тилло (ул. Сакко и Ванцетти 36),[20]
- Доходный дом И. З. Левковича (ул. Киселёва 19 — ранее Первомайская улица 101),[21]
- Жилой дом Подклетновой (ул. Московская 120)[22][14],
- Жилой дом М. С. Фофанова (ул. Мичурина 51),[23]
- Жилой дом П. П. Дубова (ул. Кутякова 46)[4][24].

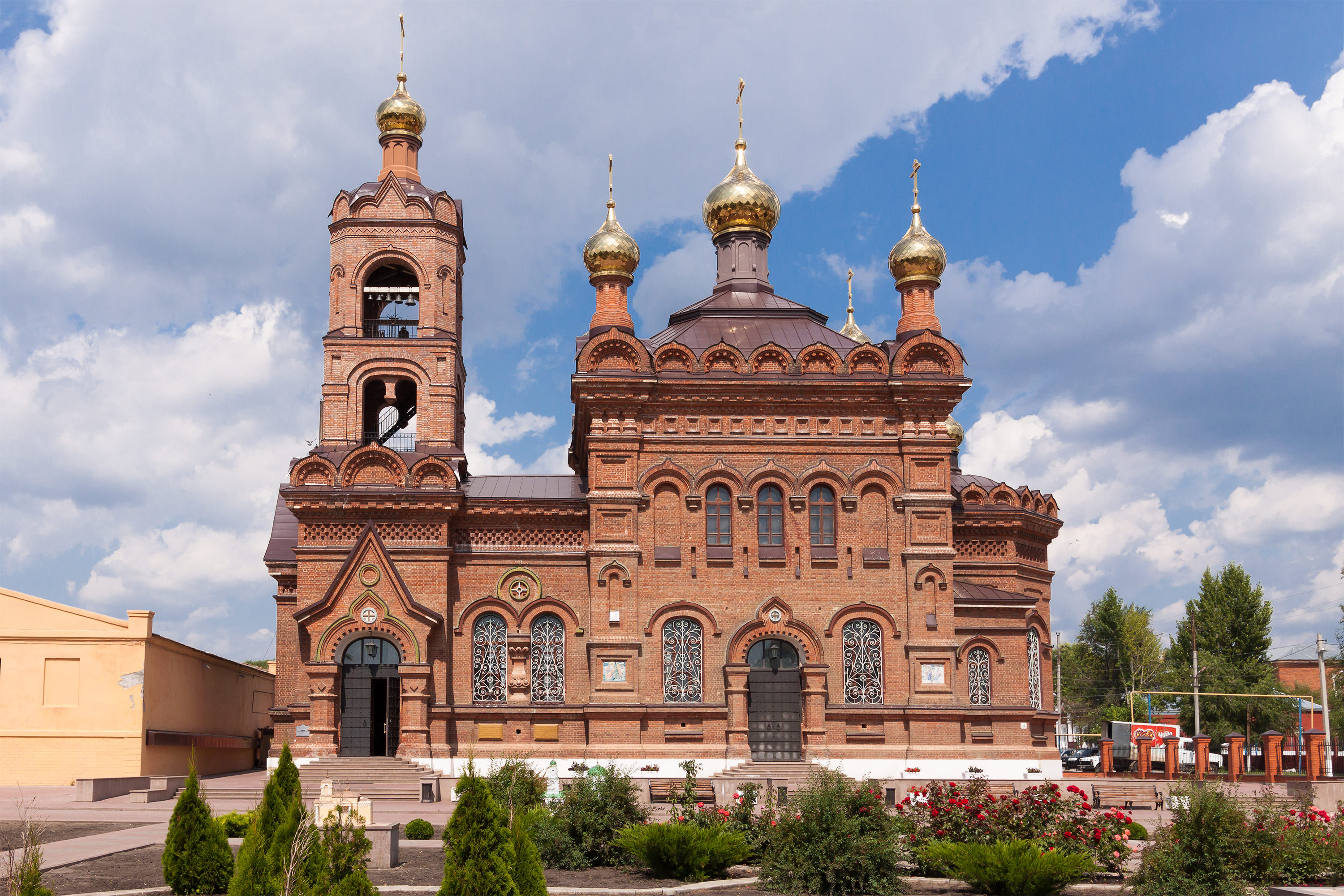
Церковь Крестовоздвиженская (Хвалынск)( ОКН № 6430123000№ 6430123000)
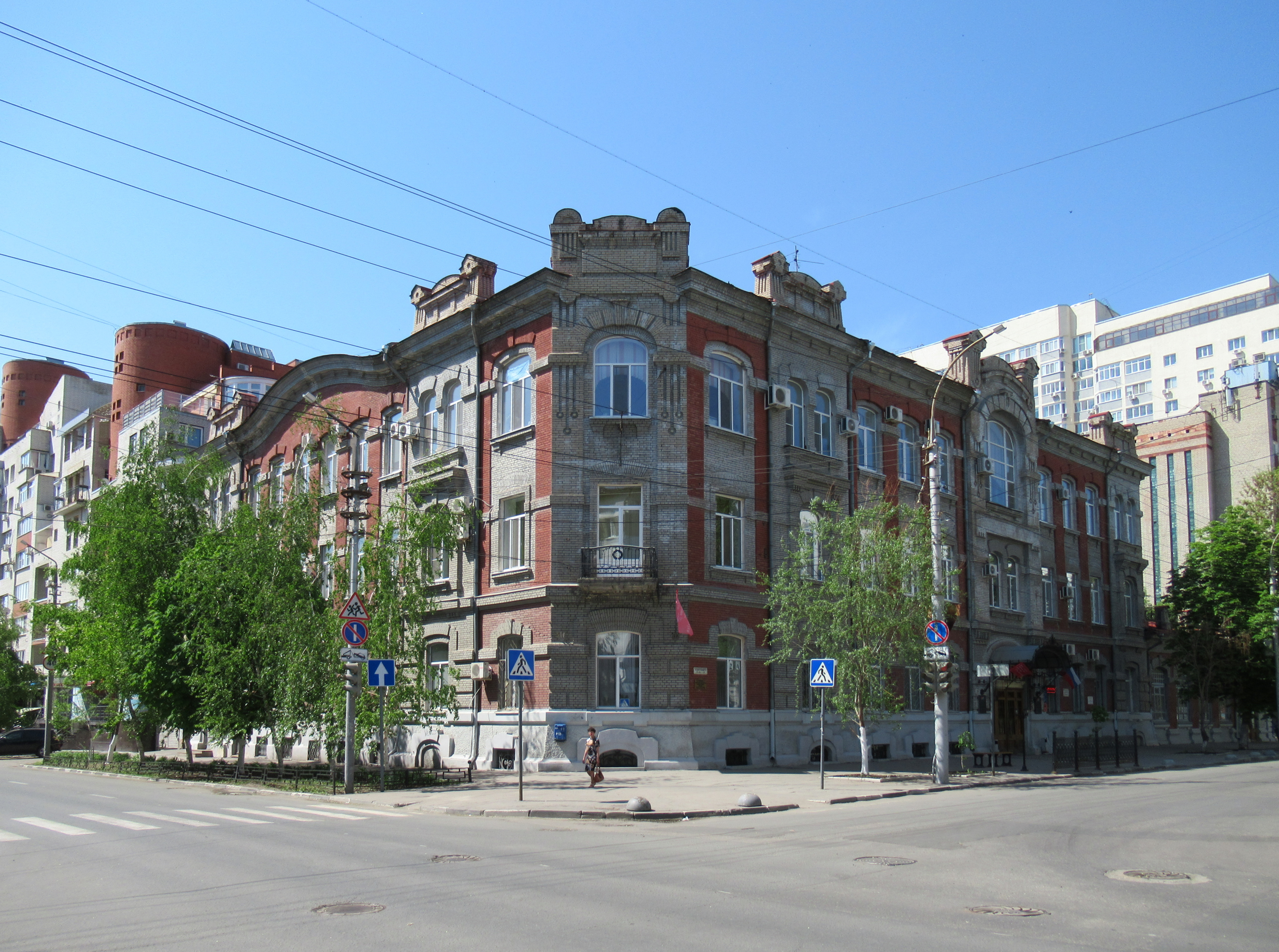
Губернское казначейство ( ОКН № 6400000240№ 6400000240)
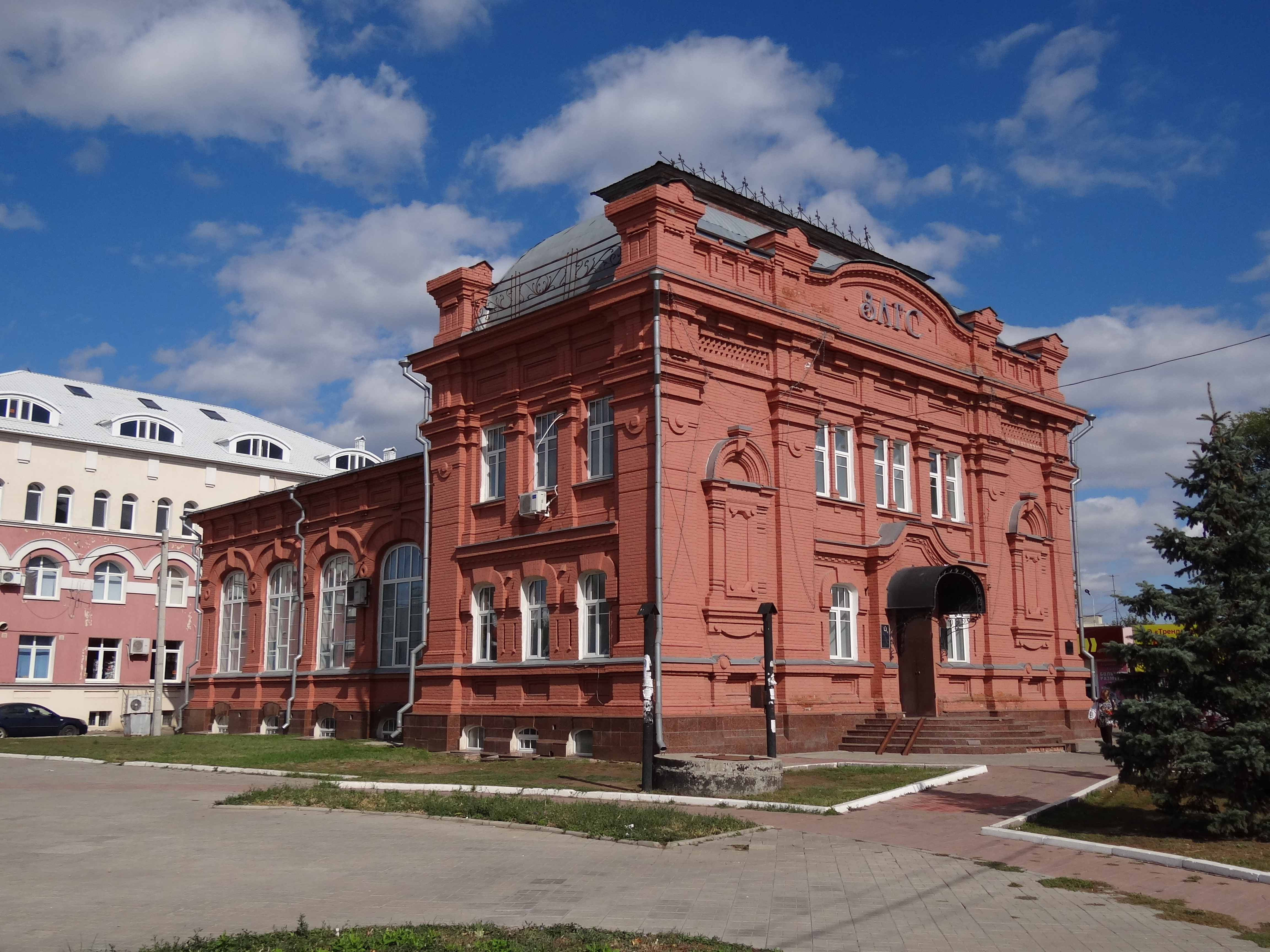
Хлебная биржа ( ОКН № 6430003000№ 6430003000)
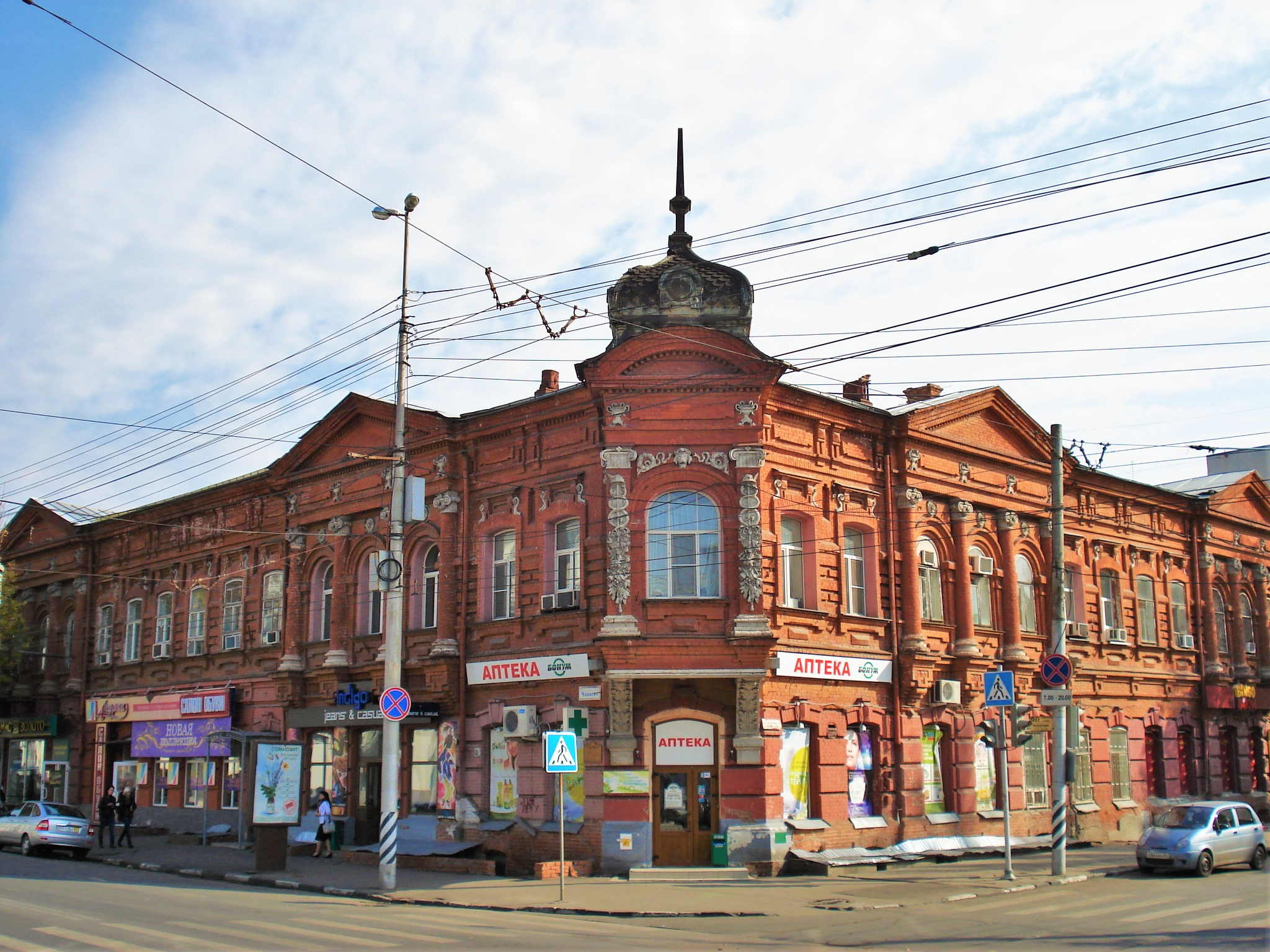
Здание аптеки и магазина Фридолина ( ОКН № 6400120000№ 6400120000)
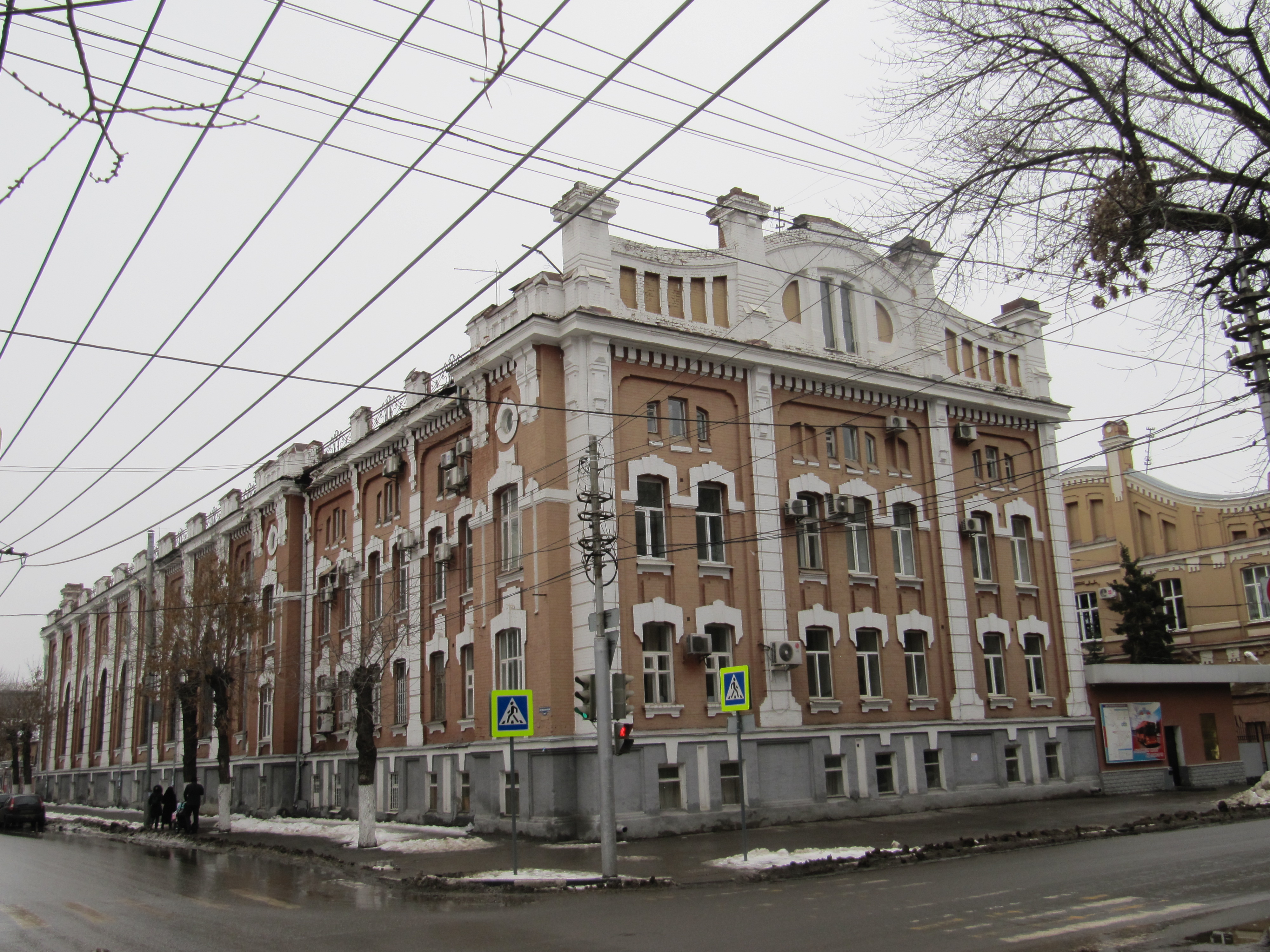
Ансамбль зданий Бельгийского общества трамваев ( ОКН № 6430672000№ 6430672000)
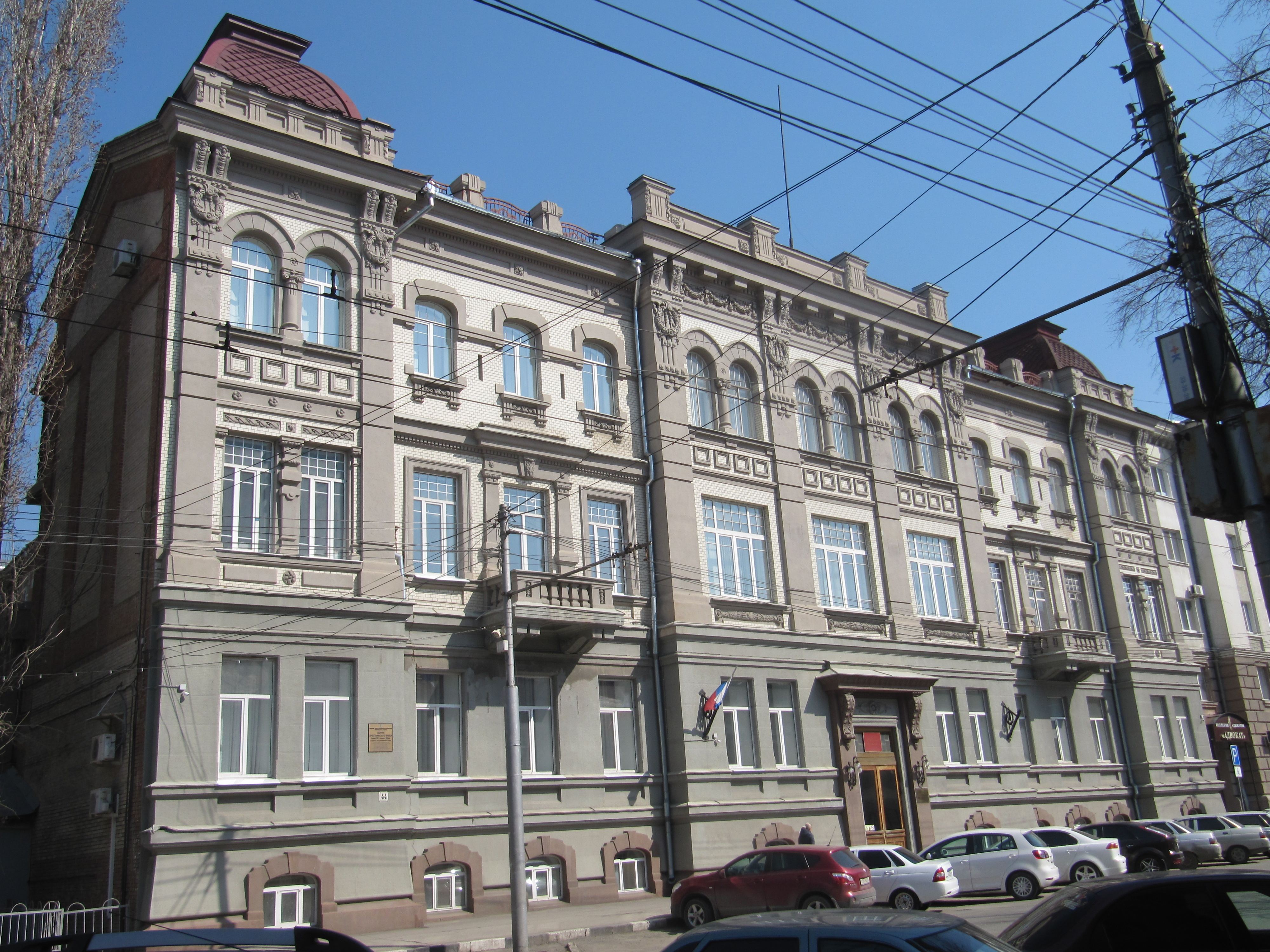
Крестьянский банк ( ОКН № 6410026000№ 6410026000)
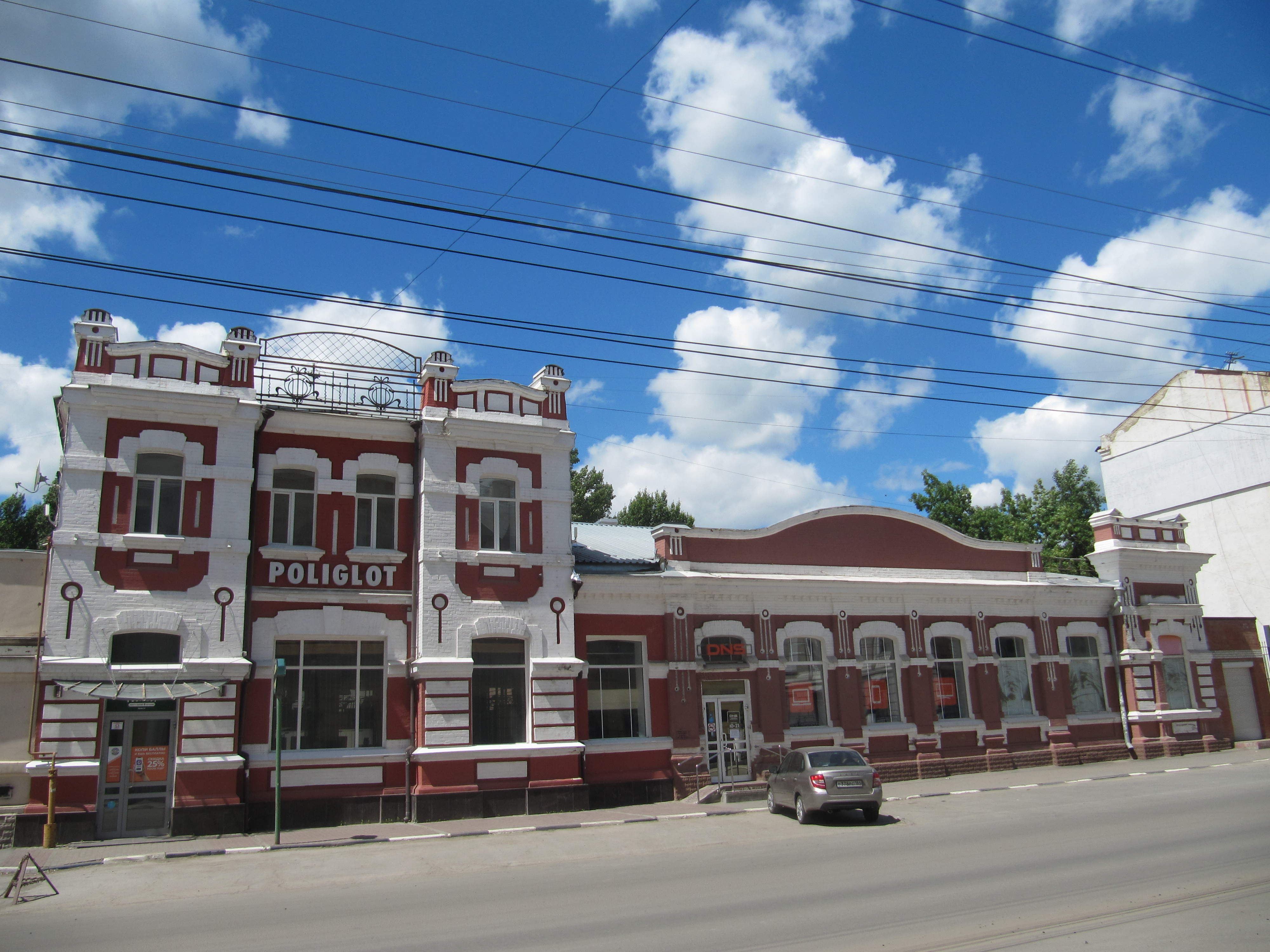
Типография Шельгорна ( ОКН № 6430728000№ 6430728000)
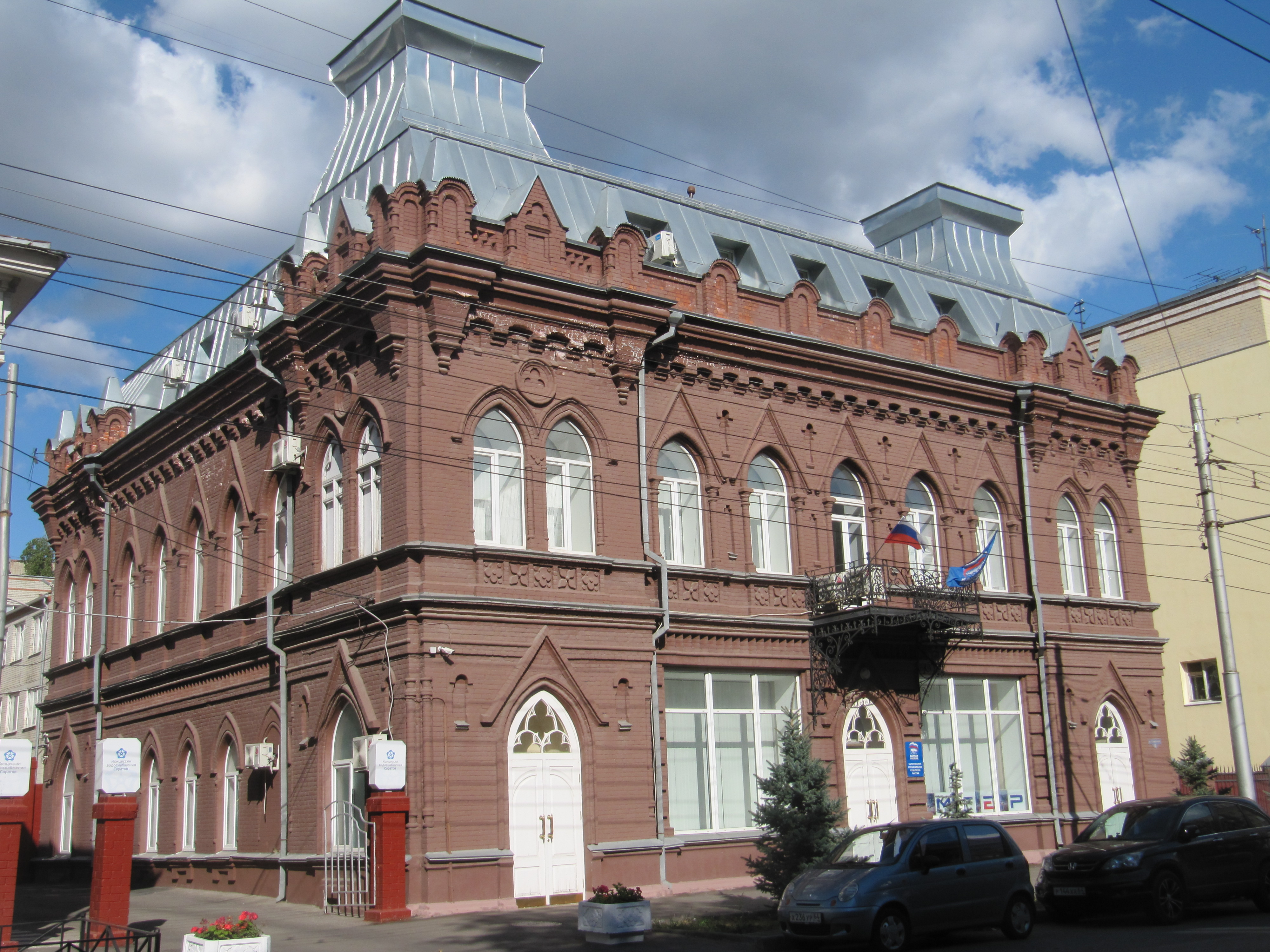
Дом Эрта торговый ( ОКН № 6431147001№ 6431147001)
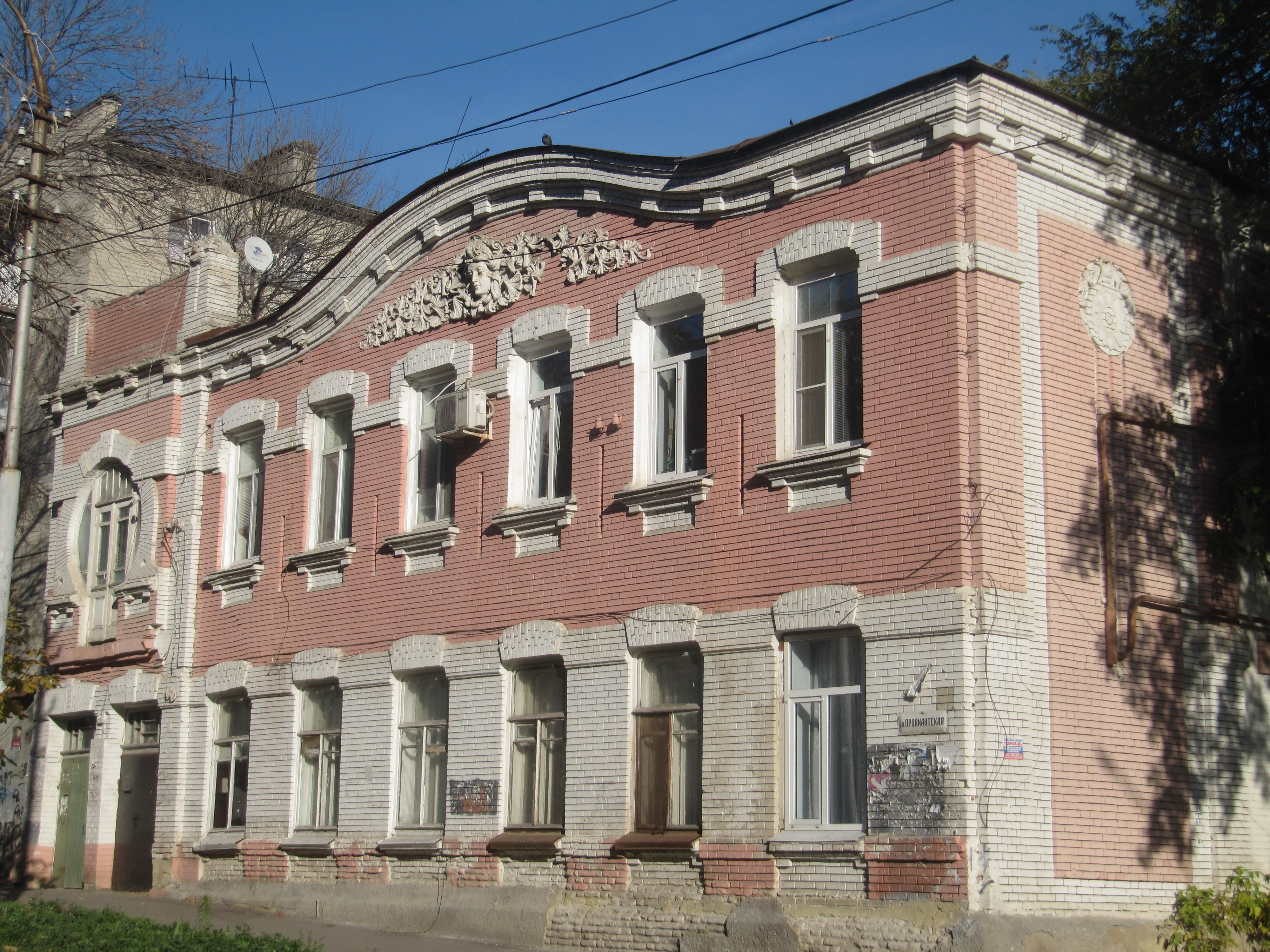
Особняк Терликова Ю.Н. ( ОКН № 6430703000№ 6430703000)
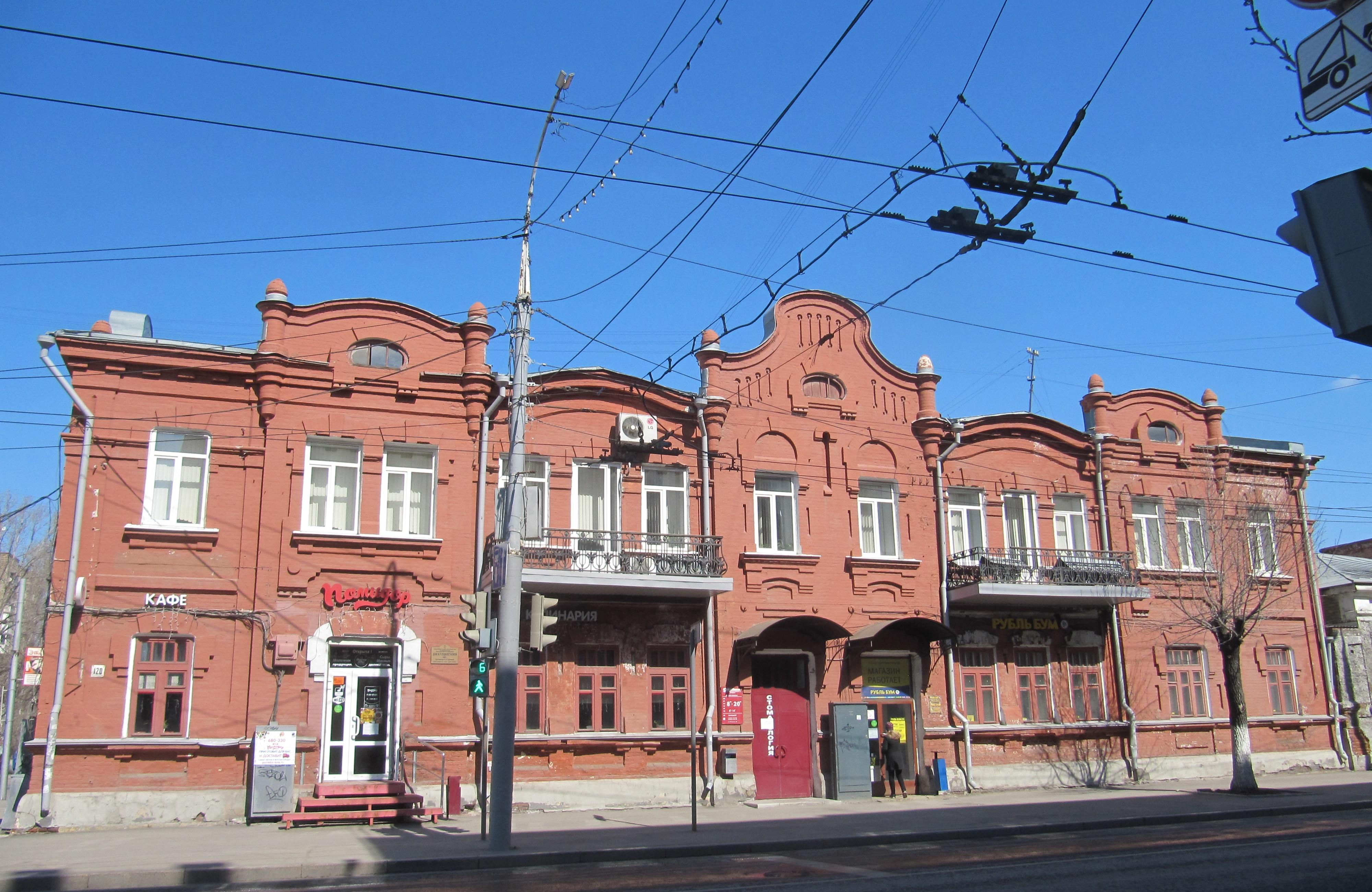
Дом Подклетновой ( ОКН № )
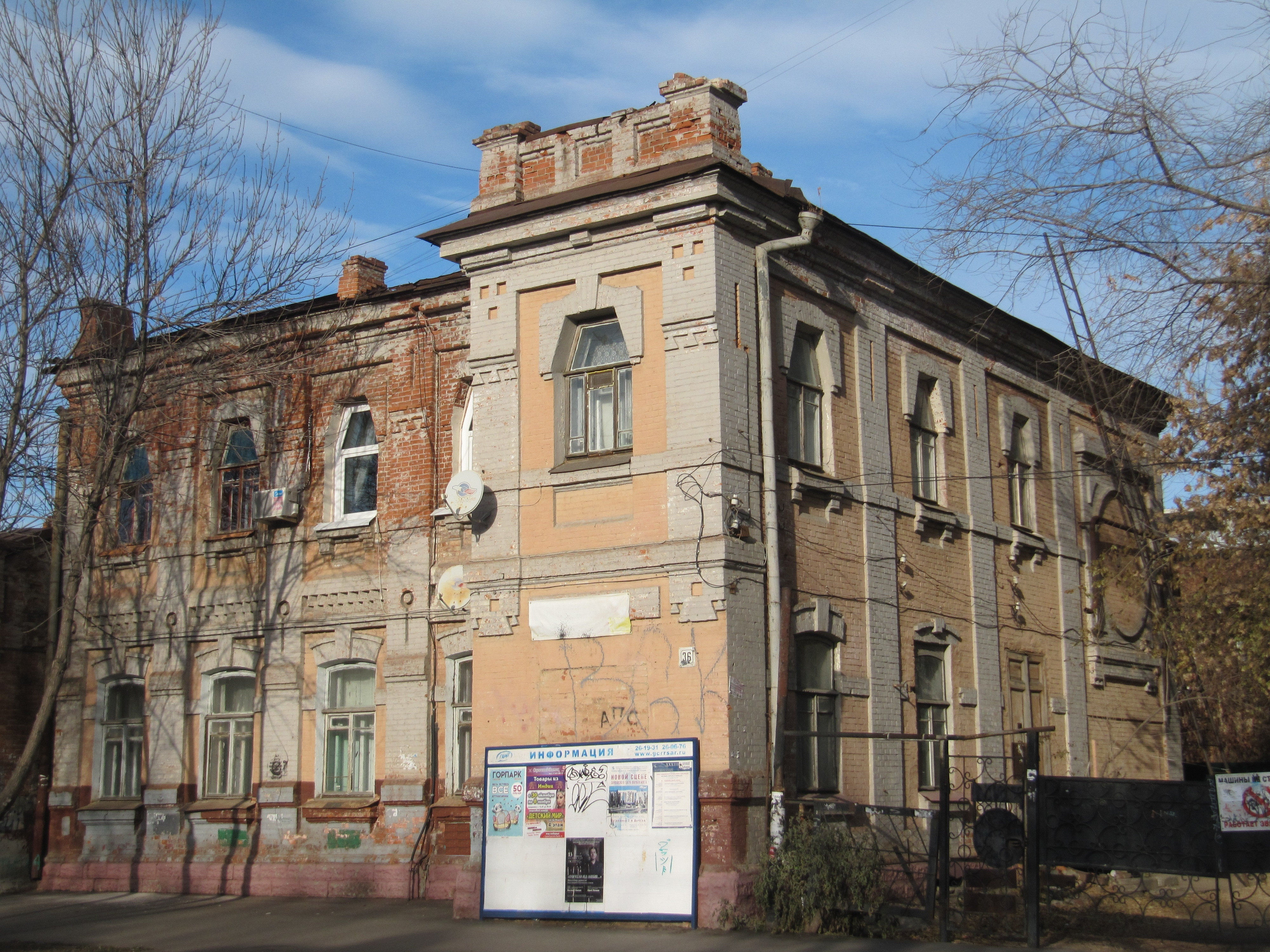
Дом А.А. Тилло ( ОКН № 6400000249№ 6400000249)
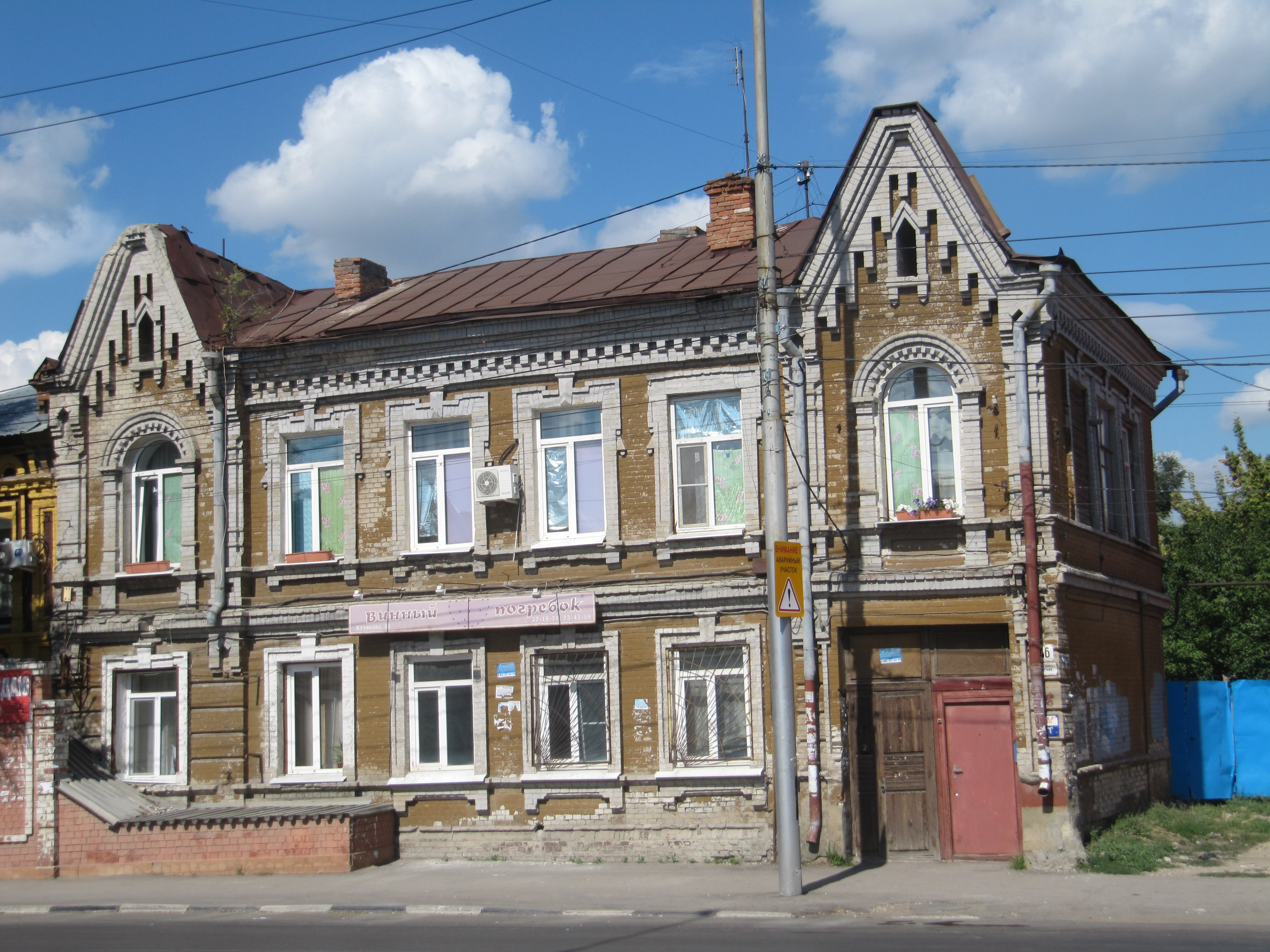
Жилой дом П. П. Дубова ( ОКН № 6431258000№ 6431258000)